# Elisabeth Nunziato
Elisabeth Nunziato (* in New York City, New York) ist eine US-amerikanische Theater- und Filmschauspielerin, Filmschaffende sowie Synchronsprecherin.

## Leben
Nunziato wurde in New York City geboren, wuchs in Los Angeles auf und zog im Teenageralter ins nördliche Kalifornien. Erste Rollen erhielt Nunziato 1990 in Learning Curve sowie Mitte der 1990er Jahre in Mit der Angst in ihren Augen, Phenomenon – Das Unmögliche wird wahr und Ehe aus Berechnung – Bis daß Dein Tod uns scheidet. 2002 war sie im Katastrophenfilm Inferno – Gefangen im Feuer in der Rolle der Rosa Hernandez zu sehen. 2013 war sie als Regisseurin für den Liebesfilm Stolen Moments zuständig. Außerdem übernahm sie die Tätigkeit als Executive Producer. Sie spielte 2004 im Kurzfilm Je vous présente mon fiancé sowie 2005 in den Filmen Out of the Woods, Her Minor Thing und The Californians mit. 2014 hatte sie eine Episodenrolle in Dark Pool und spielte im Folgejahr in der Serie Every [Blank] Ever mit. 2017 folgte eine Rolle im Film Not Your Year.

## Filmografie (Auswahl)

### Schauspiel
- 1990: Learning Curve
- 1995: Mit der Angst in ihren Augen (Deadly Whispers, Fernsehfilm)
- 1996: Phenomenon – Das Unmögliche wird wahr (Phenomenon)
- 1996: Ehe aus Berechnung – Bis daß Dein Tod uns scheidet (Vows of Deception, Fernsehfilm)
- 1998: Nash Bridges (Fernsehserie, Episode 3x19)
- 2001: The Song of the Lark (Fernsehfilm)
- 2001: Making Something Up
- 2002: Inferno – Gefangen im Feuer (Inferno)
- 2004: Je vous présente mon fiancé (Kurzfilm)
- 2005: Out of the Woods (Fernsehfilm)
- 2005: Her Minor Thing
- 2005: The Californians
- 2014: Dark Pool (Fernsehserie, Episode 3x01)
- 2015: Every [Blank] Ever (Fernsehserie)
- 2017: Not Your Year

### Filmschaffende
- 2013: Stolen Moments